# 水野信
水野 信（みずの まこと、1885年（明治18年）5月12日 - 1976年（昭和51年）4月17日）は、大日本帝国陸軍軍人。最終階級は陸軍少将。

## 経歴
1885年（明治18年）に佐賀県で生まれた。陸軍士官学校第19期卒業。1933年（昭和8年）8月1日に陸軍歩兵大佐進級と同時に陸軍士官学校学生隊長に就任し、1934年（昭和9年）8月に陸軍士官学校予科生徒隊長に転じた。1936年（昭和11年）3月に歩兵第36連隊長に就任し、1937年（昭和12年）8月2日に陸軍少将に進級して待命、8月22日に予備役に編入された。
1939年（昭和14年）1月4日に召集され北支那方面軍司令部附となり、1月14日に山東省済南で編制された独立混成第10旅団長（北支那方面軍）に就任し、八路軍の討伐戦に任じた。1940年（昭和15年）3月9日に留守第12師団司令部附となり、4月15日に召集解除となった。
1947年（昭和22年）11月28日、公職追放仮指定を受けた。